# Municipio de Pike Creek
El municipio de Pike Creek (en inglés: Pike Creek Township) es un municipio ubicado en el condado de Morrison en el estado estadounidense de Minnesota. En el año 2010 tenía una población de 953 habitantes y una densidad poblacional de 10,89 personas por km².

## Geografía
El municipio de Pike Creek se encuentra ubicado en las coordenadas 45°58′47″N 94°26′55″O / 45.97972, -94.44861. Según la Oficina del Censo de los Estados Unidos, el municipio tiene una superficie total de 87.51 km², de la cual 87.05 km² corresponden a tierra firme y (0.52%) 0.46 km² es agua.

## Demografía
Según el censo de 2010, había 953 personas residiendo en el municipio de Pike Creek. La densidad de población era de 10,89 hab./km². De los 953 habitantes, el municipio de Pike Creek estaba compuesto por el 97.8% blancos, el 0.52% eran afroamericanos, el 0.1% eran amerindios, el 0.42% eran asiáticos, el 0.1% eran isleños del Pacífico, el 0.31% eran de otras razas y el 0.73% pertenecían a dos o más razas. Del total de la población el 1.36% eran hispanos o latinos de cualquier raza.